# Тогме Зангпо
Нгулчу Гялсе Тогме Зангпо (1297 – 1371) е тибетски будистки учител, роден в Пулджунг, недалеч от големия манастир Сакя. Известен като изключителен учен и ерудит, той е учител на много от висшите лами на своето време като Кенчен Лочен Чангчуб Цемо (1303 – 1380) и Бутон Ринчен Друб (1290 – 1364). Автор е на множество будистки текстове, широко изучавани и днес, например стиховете му „37-те практики на Бодхисатва“. Служи като абат на манастира Бодонг Е от едноименната школа.